# Frans Pourbus der Ältere

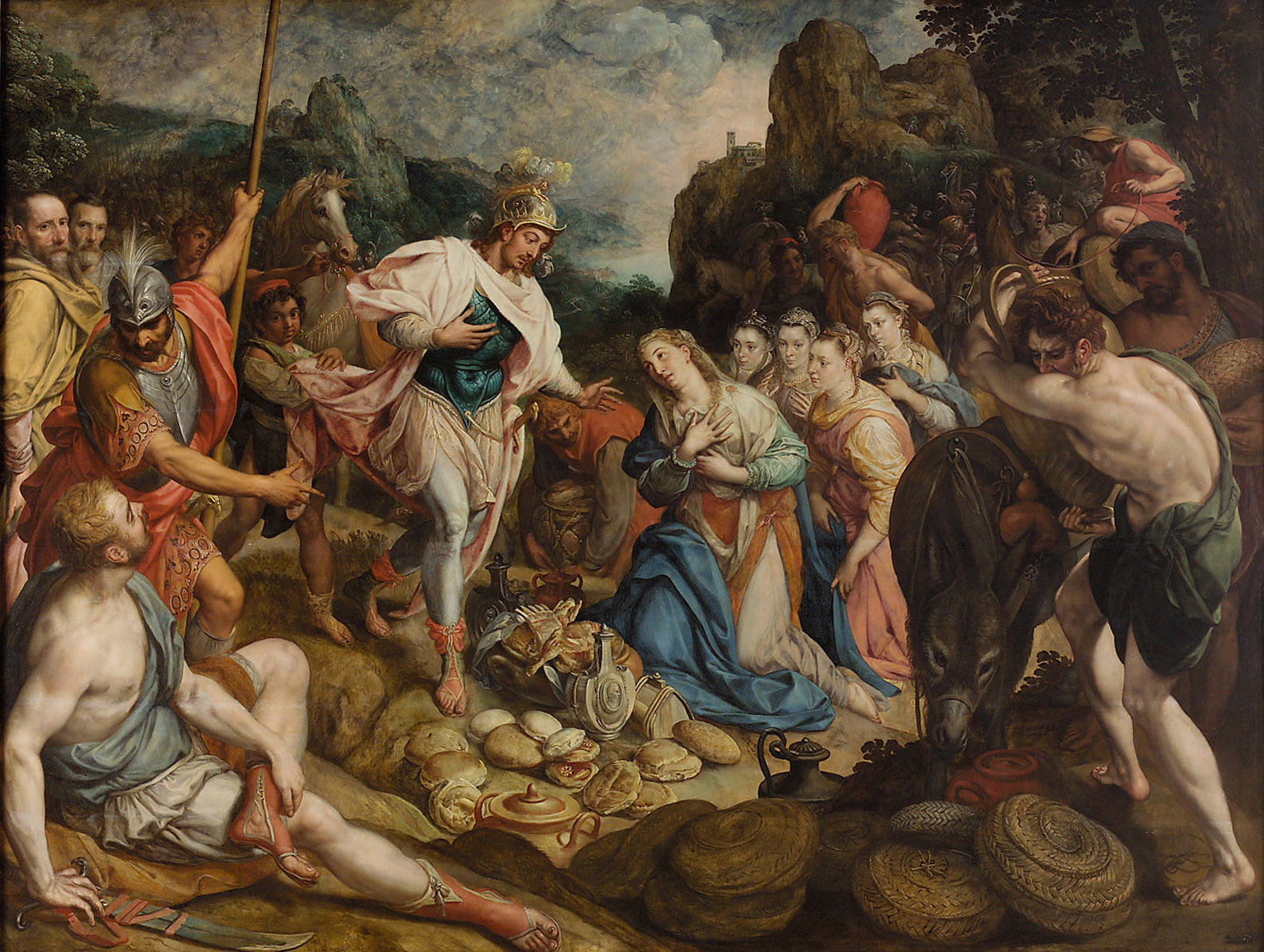
David und Abigail, um 1570/1580

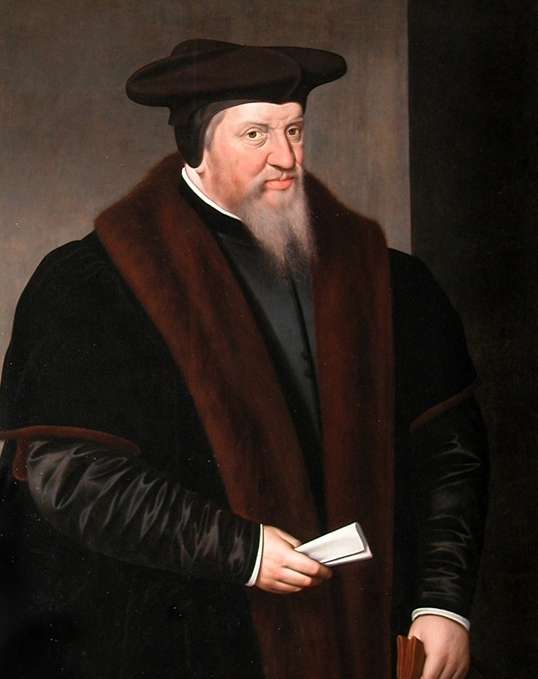
Viglius van Aytta, niederländischer Staatsmann, Louvre

Frans Pourbus (der Ältere) (* 1545 in Brügge; † 19. September 1581 in Antwerpen) war ein niederländischer Historien- und Porträtmaler.

## Leben und Wirken
Seine Eltern waren Pieter Jansz und Anna Blondeel. Pourbus war Schüler seines Vaters Pieter Pourbus und seit 1562 des Malers Frans Floris. 1569 heiratete er die Floris’ Nichte und wurde in die Lukasgilde zu Antwerpen aufgenommen. 1566 begab er sich auf eine Italienreise, die in Gent endete. Er blieb bei seinem Mitschüler Lucas de Heere (1534–1584). Nach seiner Rückkehr heiratete er 1578 Anna Mahieu, die nach seinem Tod Hans Jordaens (* um 1555; † 1630) ehelichte.
1570 vollendete er mit Crispin van den Broeck ein Altarwerk von Floris. Um 1579 fertigte er in Tournai einige Gemälde an. Sie befanden sich 1933 unter anderem in der Kathedrale in Tournai.

## Stil
Gegenüber den gedeckteren Farben seines Lehrers Floris, ist seine Farbpalette farbiger. Er hat vorzugsweise Bildnisse von kräftiger, klarer Färbung gemalt (viele in den Galerien von Brüssel, Berlin, Wien und Dresden, Selbstbildnis in den Uffizien zu Florenz), seltener historische Bilder (Christus unter den Schriftgelehrten in St. Bavon zu Gent). Sein Porträt von Viglius Zuichemus im Louvre zeugt von seiner hohen Stofflichkeitsillusion. Als Porträtmaler ist er gleichbedeutend mit Adriaen Thomas Key (* um 1544; † 1590).
Um 1575 gehörte Gortzius Geldorp zu seiner Werkstatt. Sein Sohn Frans Pourbus der Jüngere war ebenfalls Maler.

## Rezeption
Seinen Nachlass inventarisierten 1581 in Antwerpen sein Vater Pieter Pourbus, Cornelis Floris, Gillis van Coninxloo und Pawels Driessen.

## Werke
- 1567 Porträt Jan van Helmpyze, bez. 1567
- 1568 Porträt einer älteren Dame, Gemäldegalerie in Dresden.
- 1570/80 David und Abigail
- 1571 Altar für die Bavokirche in Gent für Viglius Aytta van Zuichem mit der Darstellung Jesus unter den Schriftgelehrten.  Einige van Zuichem Porträts entstammen seiner Werkstatt, 1933 befand sich ein Werk im Düsseldorfer Kunstmuseum, eines in der Galerie Brignole Sale in Genua, eines wurde im Dezember 1913  als Neufchatel bei Drouot in Paris versteigert, ein weiteres befindet sich seit 1675 in den Uffizien in Florenz und hat das Format 49 × 36 cm.
- 1573 Evangelist Matthäus, 1933: Museum in Brüssel.
- 1573 Altar mit der Auferweckung des Lazarus, bez.1573, Kathedrale zu Tournai, Replik: Kirche in Marissel, Oise.
- 1575 Porträt eines Weintrinkers, 1933: Museum Braunschweig.
- 1581 Mädchenporträt, 1907 bei Müller versteigert in Amsterdam.
- Gruppenbild der Hochzeit des Joris Hoefnagel, 1933 im Museum in Brüssel.
- Porträt der Frau Cornelia von Eloy Pruystinx, Ann.: identisches Werk in Modena.
- Porträt von Frau Gillis van Schoonbeke, Museum Antwerpen, Nr. 699.
- Porträt des Philibert von Savoyen (?), 1918 wurde die Slg. G. von Mallmann bei Rudolph Lepke versteigert.

### Zeichnungen
- Sintflut, bez., 1933: British Museum in London.
- Damenporträt.
- Studien.
- 5 männliche Köpfe, 1933: Albertina in Wien.